# Euxoa vinirufa
Euxoa vinirufa là một loài bướm đêm trong họ Noctuidae.